# Metasia rubricalis
Metasia rubricalis là một loài bướm đêm trong họ Crambidae.